# Dialeto toscano
O dialeto toscano constitui-se num grupo de falas românicas da área geográfica que hoje corresponde à região italiana da Toscana, com exceção da província de Massa-Carrara e da zona da Alta Garfagnana, onde se falam dialetos galo-itálicos. 
O toscano constitui a base da língua italiana padrão devido sobretudo às obras de Dante Alighieri, Francesco Petrarca e Giovanni Boccaccio, sem esquecer as de Niccolò Machiavelli e Francesco Guicciardini, que conferiram ao dialeto toscano a dignidade de "língua literária" da península Itálica.

## Toscano e italiano padrão

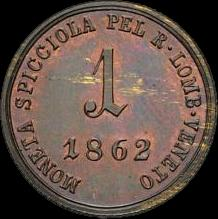
Soldo do Reino Lombardo-Vêneto, com texto em italiano, 1862

Ao momento da unificação da Itália em 1861, o italiano já tinha o status de língua oficial em todos os estados italianos pré-unitários, inclusive no Reino Lombardo-Vêneto austríaco (Milão e Veneza) e até no Cantão suíço do Ticino. Por exemplo, no Piemonte, o italiano foi reconhecido no ano de 1562 como língua oficial da maior parte dos territórios do Ducado de Saboia, inclusive no Condado de Nice (em italiano:  Nizza), que atualmente está incorporado à França, com a exceção da Saboia, de Aosta e dalguns vales dos Alpes ocidentais (onde o francês era reconhecido como língua oficial).[a]
No entanto, o italiano não era a língua quotidiana da maior parte da população (90%), que seguia falando as línguas locais. Ademais, não obstante o prestígio literário e o reconhecimento do italiano como língua oficial, escritores como o milanês Alessandro Manzoni se deram conta, também através da comparação com a evolução de outra língua românica, o francês, que ele dominava completamente, que o italiano escrito, em parte por sua fidelidade aos modelos clássicos da época de Dante, era uma língua muito arcaica e distante do mundo moderno. Nas obras de Manzoni, das quais a novela histórica I promessi sposi ("Os Noivos") é a mais importante, Manzoni se esforçou para modernizar o italiano, se inspirando diretamente ao toscano falado. De todo esse esforço, nasceu o italiano moderno ensinado nas escolas do novo Reino de Itália.

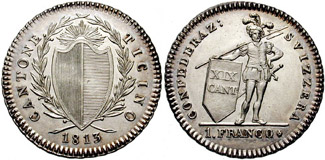
Franco do Ticino, com texto em italiano, 1813

Há que precisar, ainda, que o dialeto toscano moderno já não é idêntico ao italiano padrão, porque se evoluiu muito desde os tempos de Dante e agora tem várias características próprias que não estão presentes na língua nacional, como por exemplo a aspiração do "c" de cane ("cão"), que hoje em Florença se pronuncia hane, enquanto no resto de Itália se pronuncia assim como está escrito. Em realidade, os demais italianos aprenderam o toscano lendo os textos e não da viva voz dos falantes nativos.